# Sung Hi-lee
Sung Hi-lee, född 1 april 1970 i Seoul, Sydkorea, är en sydkoreansk-amerikansk fotomodell och skådespelerska. Hon spelade 2005 servitrisen Sophie i såpoperan Våra bästa år.

## Filmografi (urval)
- 2004 – The Girl Next Door
- 2005 – Våra bästa år (TV-serie)
- 2008 – Rikard III